# Ovčí mléko

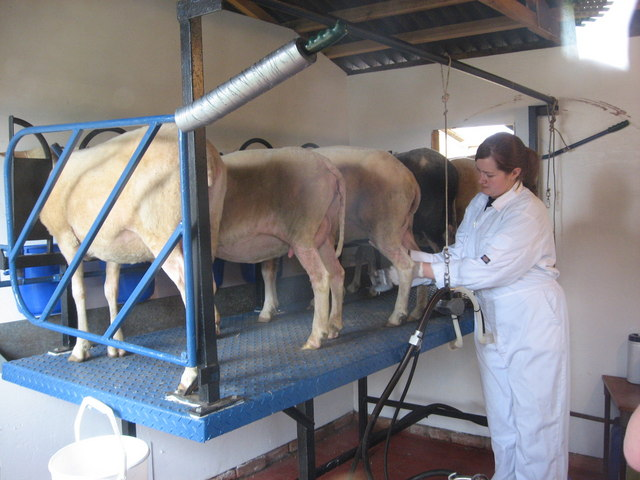
Ruční dojení ovcí

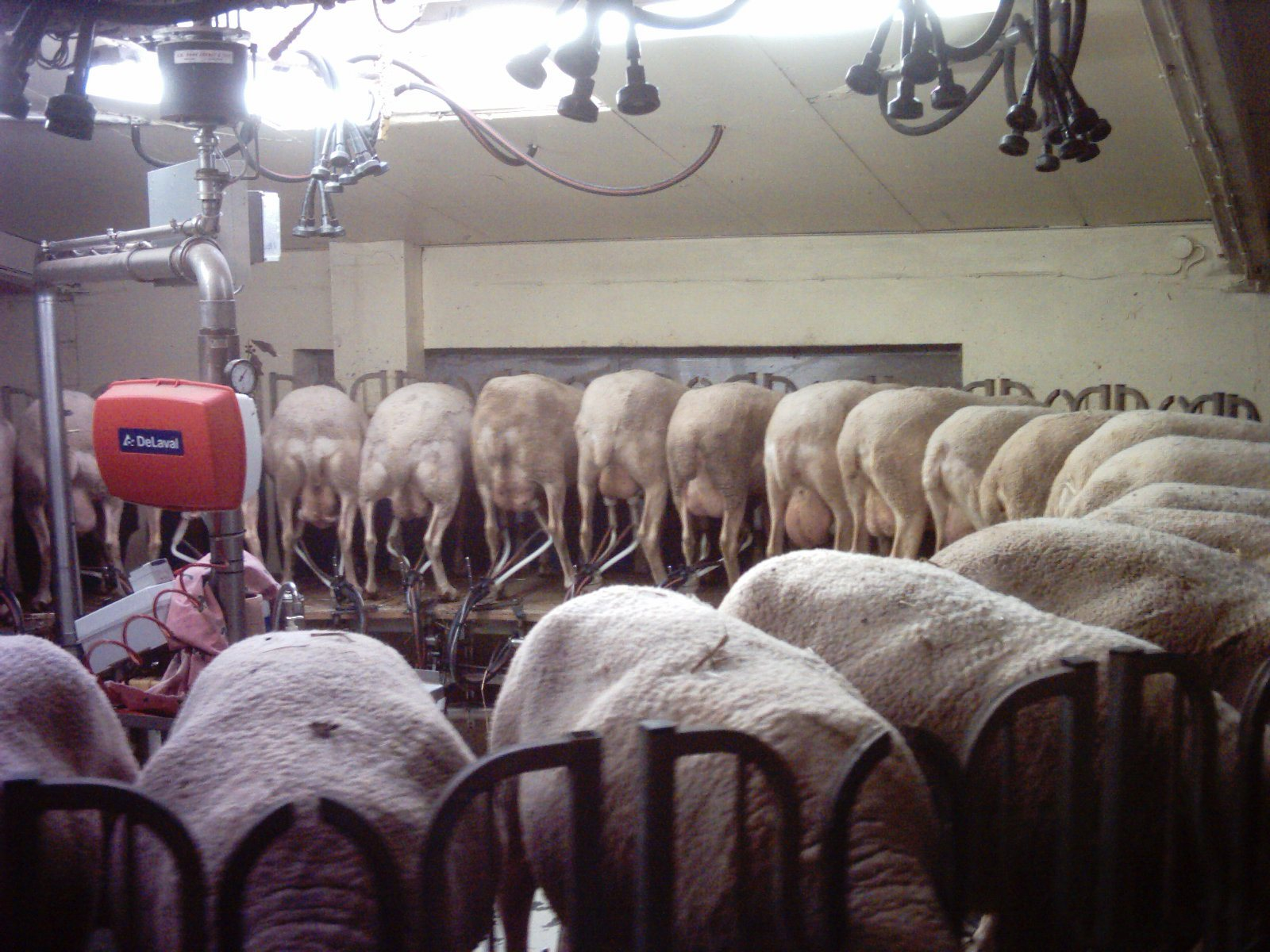
Dojení pomocí strojů

Ovčí mléko je mléko pocházející od domácích ovcí. Běžně je využíváno k výrobě fermentovaných mléčných výrobků jako je například sýr.

## Historie
Ovčí mléko produkovali i starověcí pastevci. Ovce byly domestikovány dlouho před dobytkem, asi před 8000 lety. Bible se také zmiňuje o obětních beráncích. Tito beránci byli poráženi velmi brzy, aby se ovce mohly podojit. Ovčí mléko je tedy již tisíce let součástí lidské stravy. Na Kavkaze a v mnoha dalších částech světa byl chov ovcí nadřazen náročnějšímu chovu skotu.
Avšak na příklad v německy mluvících zemích nemá ovčí mléko téměř žádnou tradici. Pouze v dobách nouze byly ovce (spolu s kozami) dojeny jako „kráva pro chudé“. Malá renesance nastala na začátku 80. let 20. století, kdy se mléčné ovce stávaly populárnějšími pro svou soběstačnost.

## Nutriční hodnota

Strukturní vzorec β-D-laktózy, hlavního sacharidu v ovčím mléce

Ovčí mléko se v průměru skládá z 18,7 % sušiny, 6,8 % tuku, 6,0 % bílkovin a 5 % laktózy. 100 g ovčího mléka obsahuje 417 kJ energie. Mléko také ve 100 g obsahuje vápník (183 mg), draslík (182 mg), fosfor (115 g), sodík (30 mg) a hořčík (11 mg). Uvedené informace se mohou lišit pravděpodobně v závislosti na krmení, ročním období a jednotlivých zvířatech.
Ovčí mléko obsahuje také vyšší koncentrace polynenasycených mastných kyselin a konjugované kyseliny linolové. Draslík, vápník, železo a měď, stejně jako vitamíny A, B2, biotin, B12, niacin a vitamín C jsou také přítomny ve větším množství než u kravského mléka. Ovčí mléko má také vysoký obsah kyseliny orotové (350–450 mg/l), zatímco kravské mléko obsahuje pouze přibližně 100 mg/l.

## Období produkce mléka
Samice ovcí neprodukují mléko neustále, ale pouze 80 až 100 dní po jehňatech. Ovce se přirozeně páří na podzim, což znamená, že většina jehňat se rodí v zimě nebo brzy na jaře. Produkce mléka klesá a nakonec se zastaví, když jsou jehňata odstavena nebo se zkrátí dny. Mléko tak nelze produkovat celoročně. Při použití CIDR lze ovce připouštět i mimo sezónu. Léky CIDR obsahují progesteron, který se pomalu uvolňuje do krevního oběhu, čímž se zvíře dostane do říje. Tímto způsobem lze ovce chovat po celý rok a zajišťovat celoroční dodávky mléka.
Masná a vlněná plemena ovcí produkují mléko 90 až 150 dní, zatímco mléčná plemena mohou produkovat mléko 120 až 240 dní. Mléčné ovce mohou produkovat 180 až 500 kg mléka za rok, zatímco jiná plemena produkují 45 až 91 kg. Křížené ovce produkují 140 až 290 kg mléka za rok.

## Význam

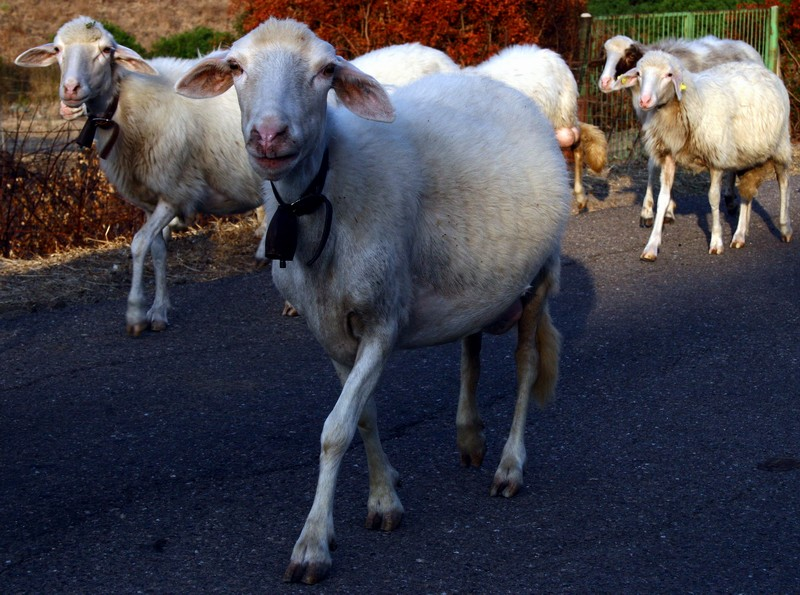
Sardinská ovce, jedno z nejlepších mléčných plemen na světě

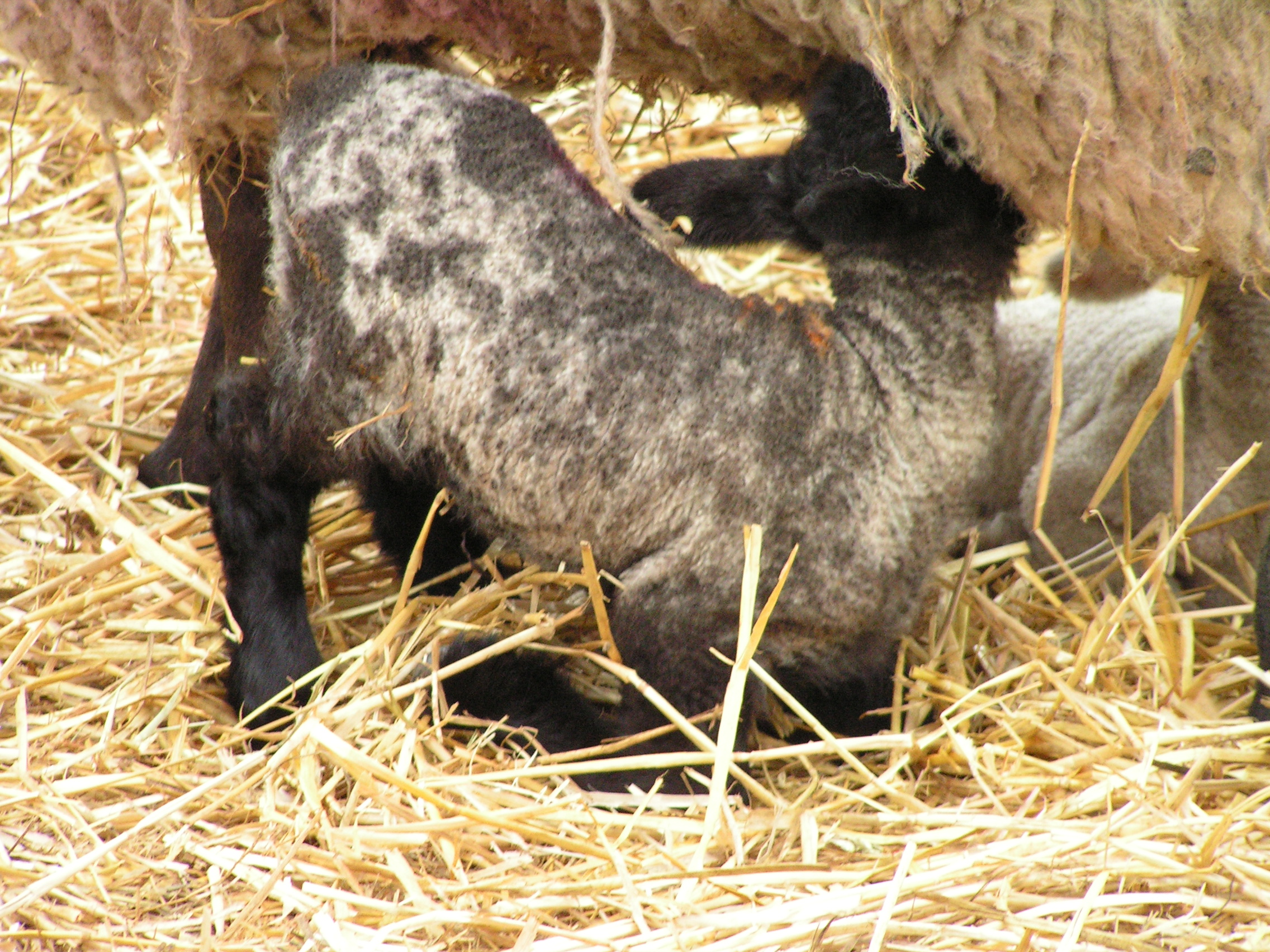
Ovčí mléko je primárně produkováno pro jehňata

Přestože na rozdíl od středomořských zemí nebo Balkánu je produkce ovčího mléka v německy mluvících relativně nízká, pochází z Německa jedno z nejproduktivnějších mléčných plemen ovcí, východofríská ovce, která co do produkce mléka převyšuje většinu ostatních plemen ovcí. Toto plemeno bylo chováno na německém pobřeží Severního moře již před 300 lety. Chovala se však převážně na malých farmách a její mléko se komerčně nevyužívalo. Ve Švýcarsku je podíl farem zabývajících se výhradně chovem ovcí na mléko pravděpodobně vyšší než v Německu. Nicméně i ve Švýcarsku se prodává pouze asi polovina vyrobeného ovčího mléka. V 56 procentech se zde jedná o ekologickou produkci.
Ovčí mléko se často neprodává čerstvé, ale zpracovává se např. jako ovčí sýr či jogurt. Známými příklady jsou francouzské sýry Roquefort a Brocciu, italský sýr Pecorino a řecká feta. Jako nápoj je ovčí mléko konzumováno v kazašské kuchyni, ačkoliv kumys (fermentované kobylí mléko) je zde běžnější. Ve Španělsku a Baskicku se vyrábí z ovčího mléka tvaroh zvaný cuajada. V srbské kuchyni existují kromě jardumu (pěny, která se tvoří při vaření soleného ovčího mléka na mírném plamenu) také pokrm zvaný paprike u jardumu, tedy papriky v ovčím mléce.

## Vliv ovčího mléka na lidské zdraví
Obsah tuku v ovčím mléce je téměř dvakrát vyšší než v kravském mléce. Liší se i jeho složení. Obzvláště vysoký je podíl nenasycených mastných kyselin, a to přibližně 79 % (u kravského mléka je to přibližně 33 % a u lidského mateřského mléka 53 %). Kromě toho jsou tukové struktury lépe rozložené a mnohem menší, a proto se předpokládá, že je lépe stravitelné. Zatím však na toto téma neexistuje žádná lékařská studie.
Zatímco obsah cholesterolu je zhruba stejný jako u kravského mléka, ovčí mléko má několikanásobně vyšší hladiny CLA (konjugované kyseliny linolové) než kravské mléko. Za zmínku stojí i obsah vitamínů. Ovčí mléko obsahuje více vitamínu A, D, E, roboflavinu (B2), B6, B12 a C než kravské mléko. Obsah kyseliny listové v ovčím mléce je však nižší.

### Kyselina orotová
Ovčí mléko má relativně vysoký obsah kyseliny orotové, o které se věří, že má několik pozitivních účinků na zdraví. Některé z těchto účinků byly zdokumentovány, ale jiné klinicky prokázány nebyly. Lidské tělo si dokáže tuto kyselinu v malém množství samo syntetizovat, ale pro uspokojení svých potřeb je stále nutné ji dodávat potravou.
Kyselina orotová se v lidském těle produkuje jako meziprodukt při syntéze pyrimidinů, stavebního bloku DNA. Slouží také k transportu hořčíku do tělesných buněk. Studie na zvířatech prokázaly pozitivní účinky kyseliny orotové v kombinaci s hořčíkem na srdce a játra, stejně jako na učení a paměť. To bylo pozorováno i u lidí. V klinických studiích kyselina také snižovala zvýšené hodnoty moči a riziko záchvatů dny. Jiné léčivé účinky ovčího mléka, které se připisují vysokému obsahu této kyseliny, však nelze vědecky prokázat.

### Intolerance
Bílkoviny jsou možným spouštěčem alergické reakce. Ovčí mléko s devíti různými bílkovinami má ve srovnání s kravským mlékem, které se skládá z 54 bílkovin, poměrně jednoduché složení. Nejčastější intolerance však vyvolávají bílkoviny, které jsou obsaženy v kravském i ovčím mléce, a proto jsou obě mléka shodně považována za potraviny s intolerantním potenciálem. Existuje však jen málo lékařských studií týkajících se možných alergií na ovčí mléko. V závislosti na složce kravského mléka, která intoleranci způsobuje, tak ovčí mléko může v jednotlivých případech sloužit jako jeho náhrada.
Protože ovčí mléko, stejně jako všechna ostatní živočišná mléka, obsahuje laktózu, není vhodnou náhradou při primární intoleranci laktózy. V případech sekundární intolerance laktózy, která je vyvolána intolerancí na jinou složku mléka, například alergií na mléčnou bílkovinu, může být v jednotlivých případech možné tolerovat jiný druh mléka. Ve většině případů však není základní příčina intolerance na mléko definitivně stanovena.